# Brauerei Felsenau

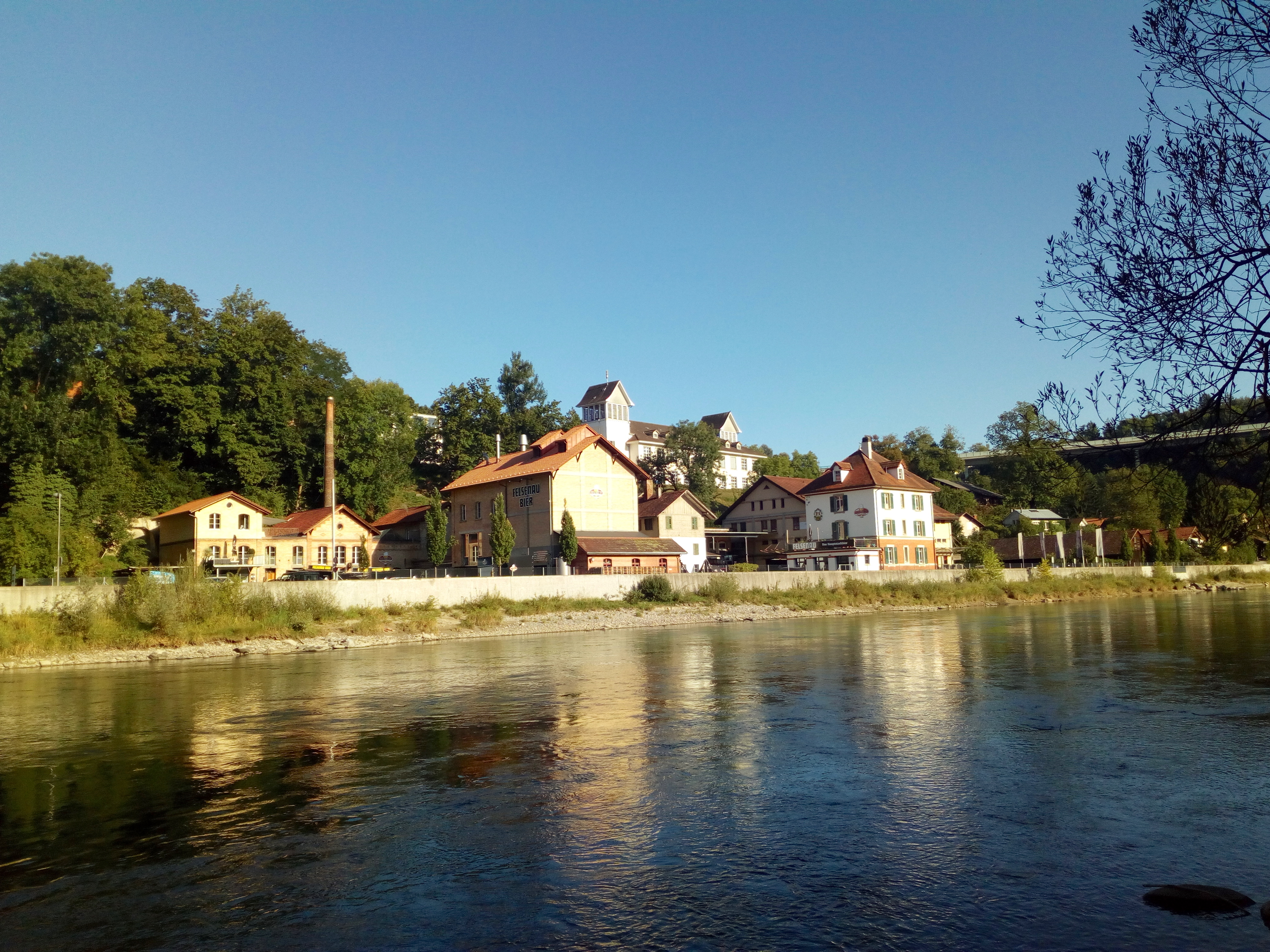
Brauerei Felsenau (2017)

Die Brauerei Felsenau AG wurde 1881 von Johann Gustav Hemmann gegründet. Die Brauerei wird heute von Bernard Fuhrer geführt. Die Bierbrauerei befindet sich im Felsenauquartier am nördlichen Stadtrand von Bern am Ufer der Aare und hat einen jährlichen Ausstoss von 20'000 Hektolitern.

## Geschichte
Der Bierbrauer Johann Gustav Hemmann (1838–1901) führte ab 1860 Brauereien in Würenlingen im Kanton Aargau und Zollikofen bei Bern. 1881 erwarb er die Liegenschaft in der Felsenau an der Aare, die bereits damals eine einfach eingerichtete Brauerei, eine Brennerei und eine Gerberei enthielt. Hemmann konzentrierte sich auf die Brauerei und führte die Brennerei und Gerberei nicht weiter. Sein Produkt nannte er "Hemme-Bier".
1955 wurde die Kollektivgesellschaft in eine Aktiengesellschaft umgewandelt. 1993 übernahmen mit Stefan Simon und Martin Thierstein Vertreter der fünften Generation die Unternehmensleitung. 2018 kaufte der Berner Bernard Fuhrer die Brauerei Felsenau.

## Sortiment
- Bärner Müntschi, hell, trüb, Stammwürze 11,3 %, 4,8 Vol.-%
- Bärner Weizen Weizenbier, Stammwürze 12,8 %, 5,4 Vol.-%
- Bärner Junker, Spezial hell, Stammwürze 12,4 %, 5,2 Vol.-%
- Bärni Spezial Dunkel Spezial dunkel, Stammwürze 12,4 %, 5,2 Vol.-%
- Bärner Lager Lager, Stammwürze 11,3 %, 4,8 Vol.-%
- Bärner Bügel-Spez, Stammwürze 12,4 %, 5,2 Vol.-%
- Naturtüb, Zwickelbier hell, Stammwürze 11,3 %, 4,8 Vol.-%
- Bärner Frübi, Frühlingsbier, Stammwürze 10,9 %, 4,6 Vol.-%
- Bärner Fest Bock, Bockbier hell, Stammwürze 16,9 %, 6,9 Vol.-%
- Schümli alkoholfrei, Stammwürze 7,5 %, <0,5 Vol.-%
- SWAF (Scharfes Wasser aus der Felsenau) Bierschnaps, Destillat aus dunklem Bier mit 42 Volumenprozent Alkohol